# Музей Лёбекке-Аквапарк
Музей Лёбекке-Аквапарк (нем. Aquazoo – Löbbecke Museum) — объединённое учреждение зоопарка и музея естественной истории, функционирующий при спонсорской поддержке города Дюссельдорф. Он был открыт в 1987 году в Северном парке под названием Музей Лёбекке + Аквапарк. На площади 6800 квадратных метров представлено около 560 видов животных в 25 тематических залах в аквариумах, террариумах и тропическом зале (по состоянию на июль 2018 года). Экспозицию завершают 1400 экспонатов, моделей и интерактивных станций по естествознанию. Музей, который ежегодно посещают примерно 500 000 человек, уже много лет является самым посещаемым культурным учреждением города Дюссельдорф.

## История
Музей Лёбекке-Аквапарк исторически имеет два корня. Музейная часть восходит к частному музею фармацевта Теодора Лёббеке. Его  коллекция малакофауны стала городской собственностью вскоре после его смерти в 1901 году, но только при предварительном условии, что город Дюссельдорф выставит экспонаты в музее. Он был открыт в 1904 году под названием Музей Лёбекке в старом городе Дюссельдорфа. Традиция содержания зоопарковых животных восходит к Дюссельдорфскому зоопарку, который был основан в 1876 году обществом защиты животных «Фауна». В 1930 году к зоопарку был присоединён Музей Лёббеке, что объясняет единство двух учреждений.
В ноябре 1944 года, во время Второй мировой войны, железнодорожный товарный склад Дерендорф рядом с зоопарком подвергся сильной бомбардировке, при этом многочисленные бомбы упали на сам зоопарк и в значительной степени его разрушили. Сильно пострадало и здание музея. Однако большая часть экспонатов была эвакуирована заранее.
После Второй мировой войны объект, который состоял из зоопарка и музея, был размещён в высотном бункере прямо напротив территории старого зоопарка в качестве временного места. После долгих, в том числе юридических, споров объект переехал на свое нынешнее место в Северном парке в 1987 году.
Проект нового здания был основан на планах Манфреда Зана, который занимался им в течение 27 лет до конца марта 1994 года, прежде чем передать свою работу  преемнику Вольфгангу Геттманну. В своём наследии мэр Дюссельдорфа Иоахим Эрвин, умерший в 2008 году, призвал к строительству аквариума в соответствии с международными стандартами. В ближайшие годы музейный комплекс должен был быть структурно расширен. Планы финансирования уже были выполнены, но проект был отложен на неопределенный срок из-за экономического кризиса и связанного с ним снижения доходов муниципалитетов. 4 ноября 2013 года основное здание было временно закрыто в связи с необходимостью капитального ремонта. Первоначально открытие было запланировано на май 2015 года, но было перенесено на 22 сентября 2017 года. Затраты на ремонт выросли более чем на 40 процентов и составили примерно 21 миллион евро. На этапе преобразования Вольфганг Геттманн ушел на пенсию, а Сандра Хонигс была назначена исполняющим обязанности менеджера. В 2016 году новым руководителем учреждения стал Йохен Райтер. Даже если ввиду большого количества посетителей и обширных коллекций расширение объекта все же будет необходимо, в настоящее время расширение не предвидится.

## Экспозиция
Музейная тропа задумана как экскурсия, состоящая из шести частей (понимание разнообразия, в море, в пресной воде, на суше, сохранение разнообразия и понимание разнообразия). Представлено тематическое переплетение живых животных и объектов естественной истории, таких как окаменелости, скелеты и модели, а также интерактивные станции. Представляя живых и чучела животных рядом, становятся возможными интересные перекрестные связи: поведение животных может быть напрямую связано посетителем с морфологическими деталями, которые можно сделать видимыми только в чучелах. Например, препарированный череп пираньи с хорошо видимыми зубами можно найти в непосредственной близости от аквариума с живыми пираньями. Таким образом, морфология, поведение и воссозданная среда обитания соединяются в одном месте.
В текущей концепции выставки посетитель прослеживает эволюцию жизни от её зарождения в море через переход к пресноводным и наземным путём миграций до завоевания засушливых районов и (в случае некоторых групп животных) возвращения от наземных к водный образ жизни. Эта повествовательная нить дополняется отдельной минералогической экспозицией и выставочной зоной, посвященной взаимоотношениям моря и человека.
В ходе переустройства экспозиции также был создан детский уровень, на котором прыгуны Фред и Теодор Лёббеке сопровождают детей по выставке в образах героев мультфильмов.

## Галерея 1

Подводный мир аквапарка
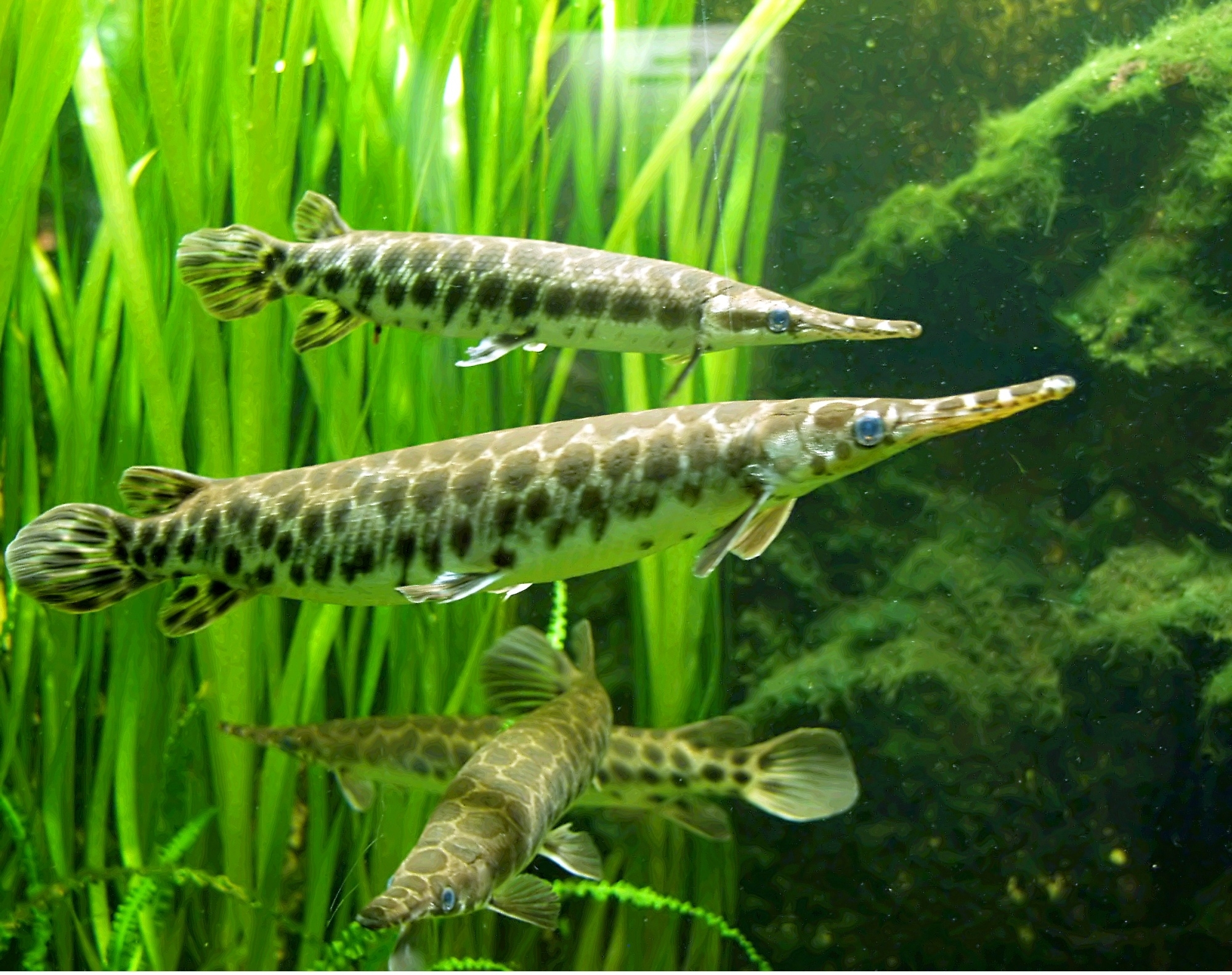
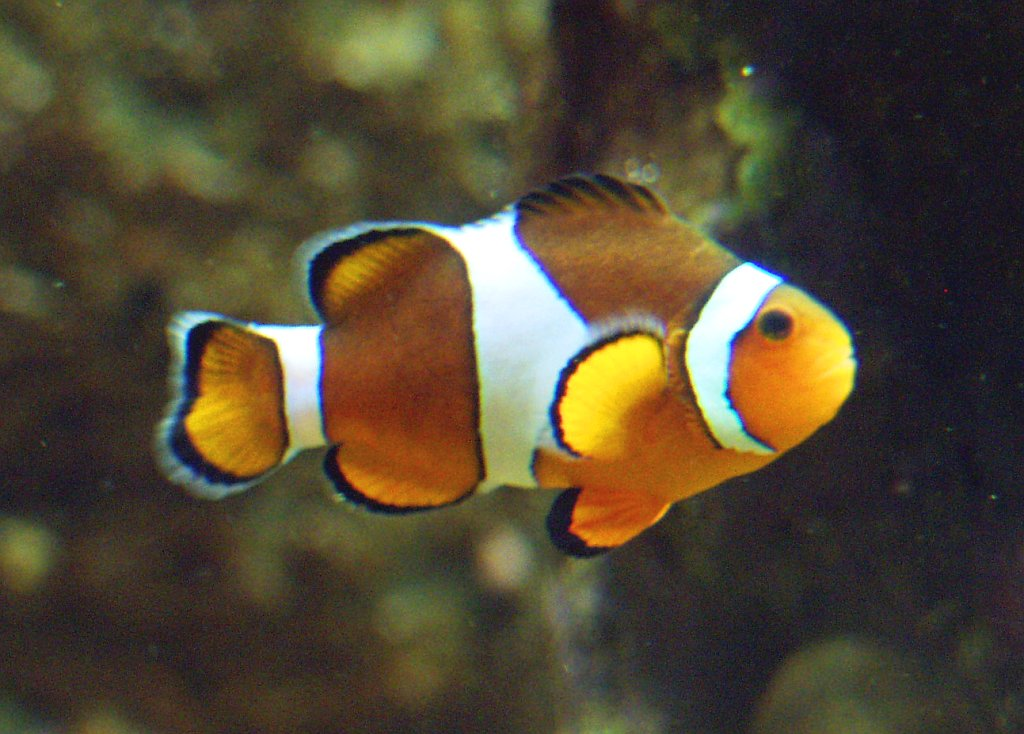
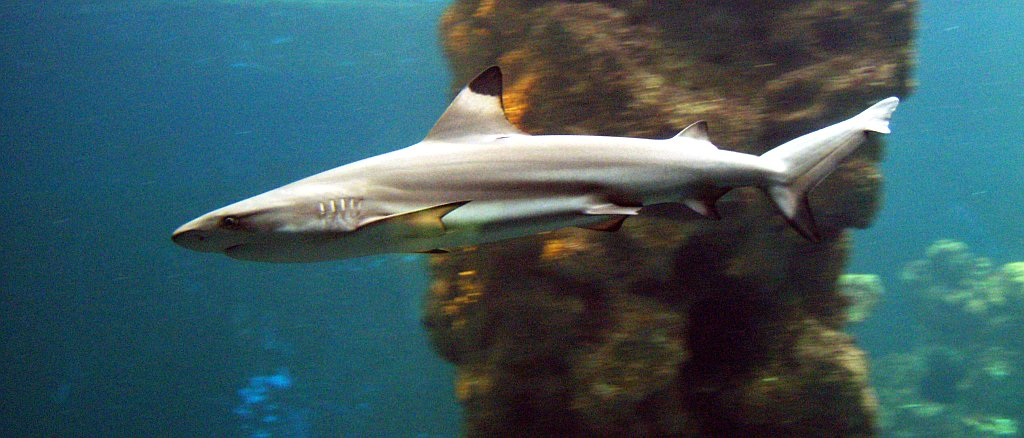
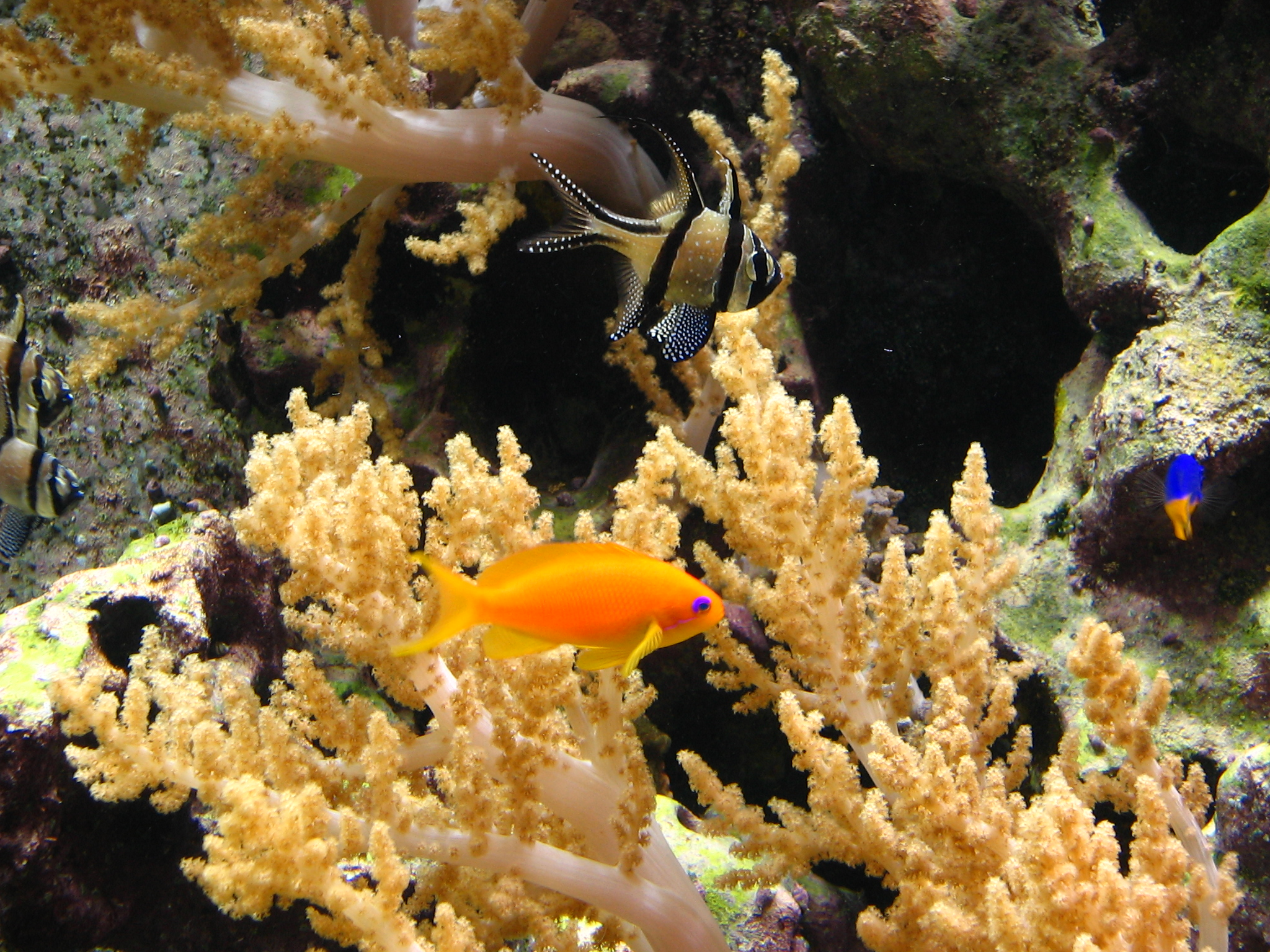
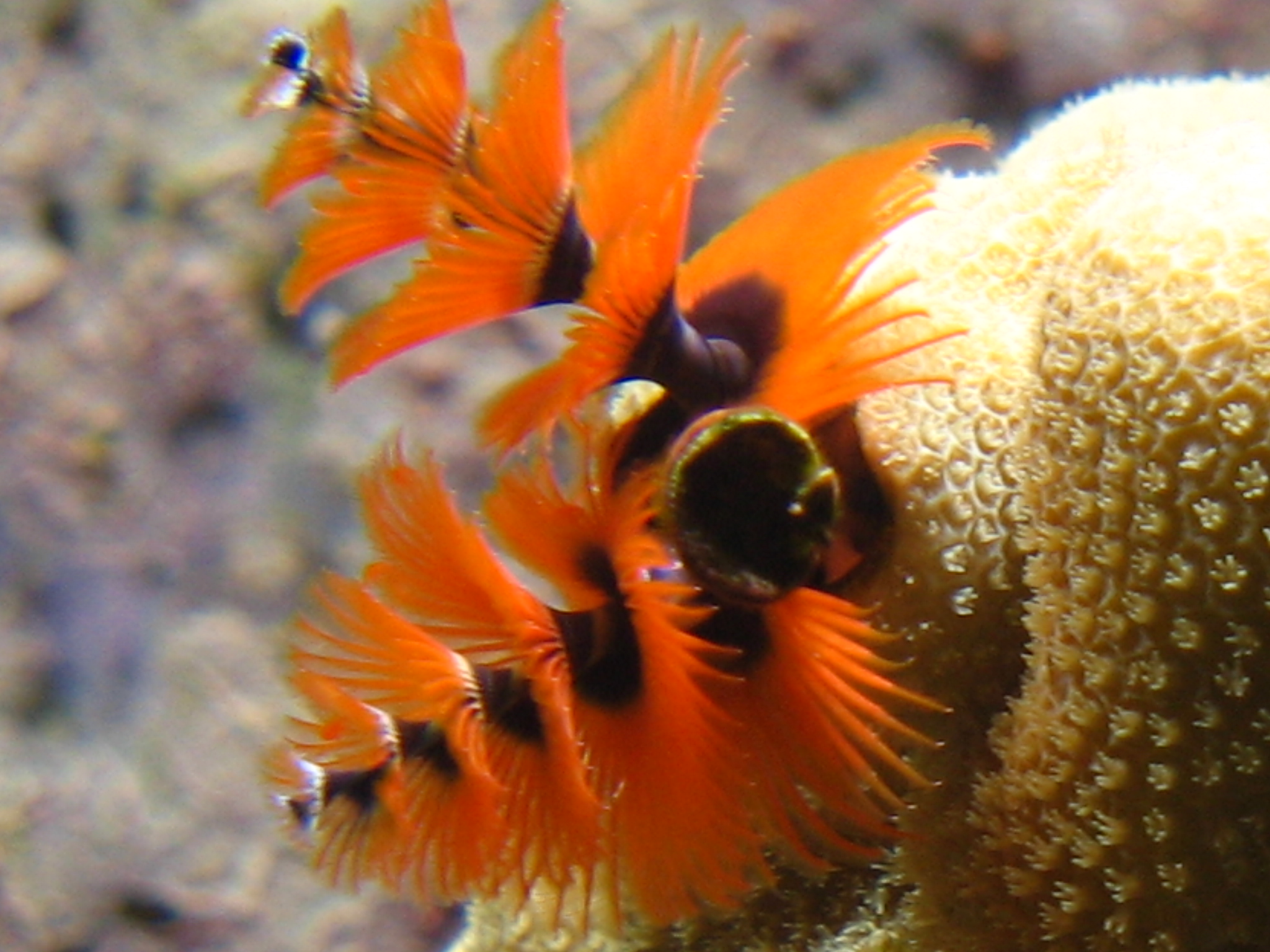
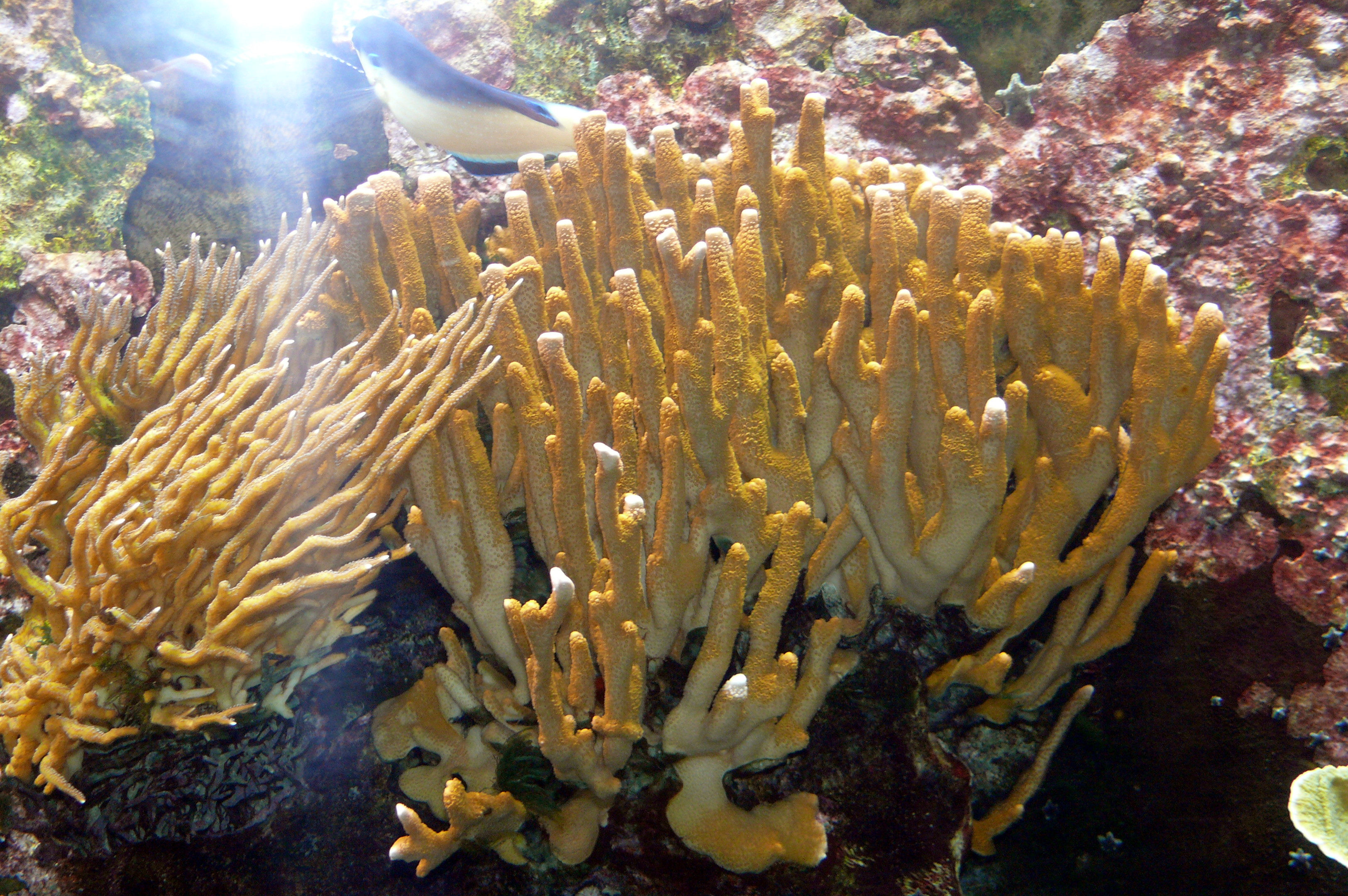

## Коллекция
В музее сохраняется коллекция примерно 900 тысяч природных объектов из области биологии, геологии, минералогии и палеонтологии. Наиболее важные части коллекции включают малакологическую коллекцию с более чем 360 000 экземпляров (включая, в частности, коллекцию основателя музея Теодора Лёбекке), коллекцию насекомых и пауков с примерно 530 000 экземпляров, коллекцию птичьих яиц из собственности Лёбекке с 8500 экземплярами и остеологическая коллекция, которая основана на собрании скульптора-анималиста Йозефа Палленберга и постоянно пополняющейся. Минералогическая коллекция насчитывает более 3000 экспонатов со всего мира. Коллекция минералов, подаренная жителем Дюссельдорфа Францем Хёнекоппом (1904–1985), структурирована систематически в соответствии со Штрунцем. В небольших частях коллекции в гербарии хранятся кораллы, дермопластики, влажные образцы и естественные слепки позвоночных и растений.
Эта обширная коллекция естествознания дополнена предметами из имущества морских исследователей и подводных кинематографистов Ганса Хасса и Курта Шефера, историческим водолазным снаряжением и предметами подводной фотографии и видеосъёмки. Коллекция также включает в себя архив с документами из истории музея и библиотеку с более чем 5000 монографий.

## Галерея 2

Надводный мир аквапарка
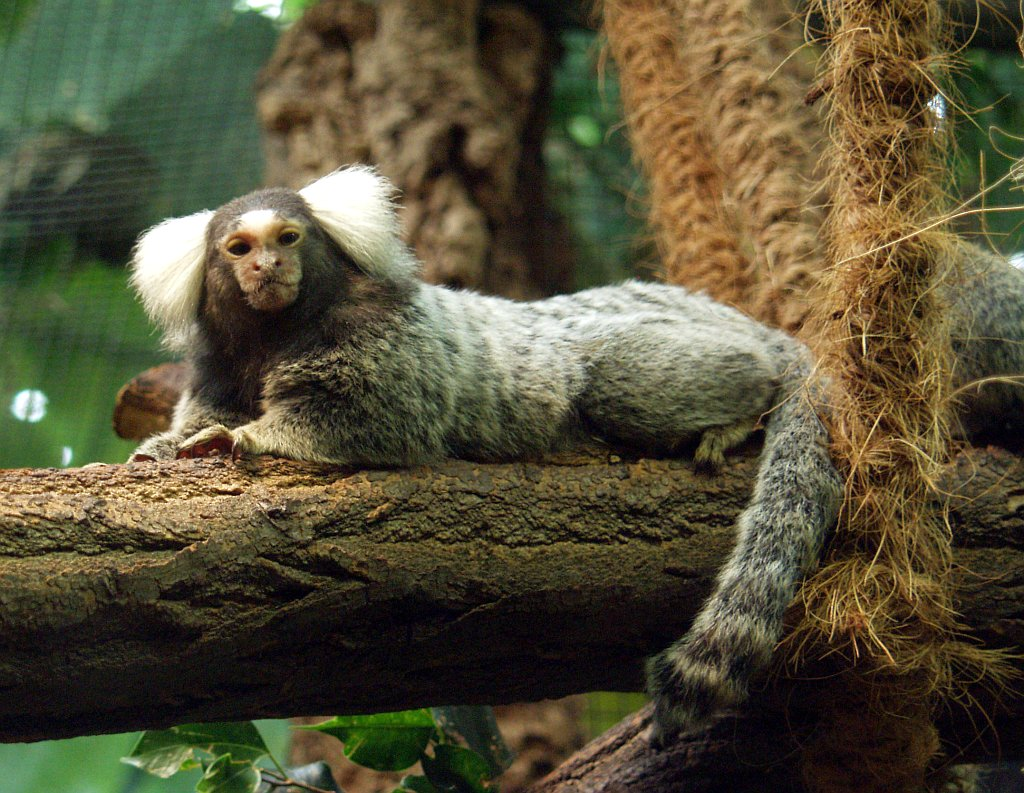
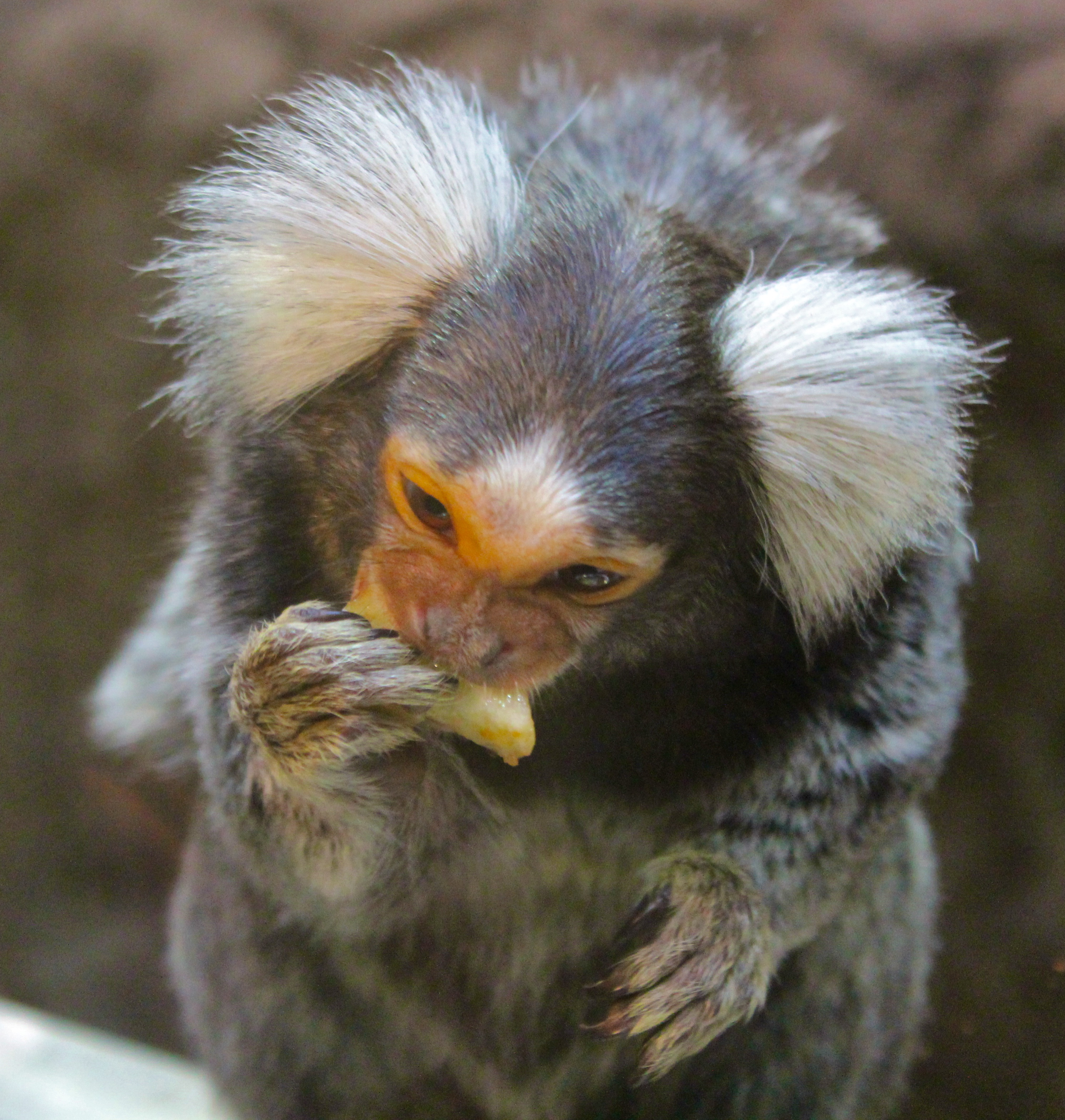
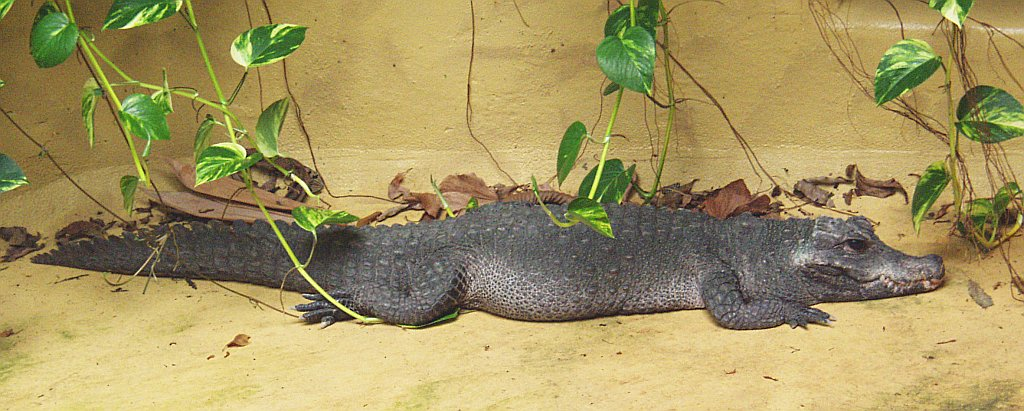
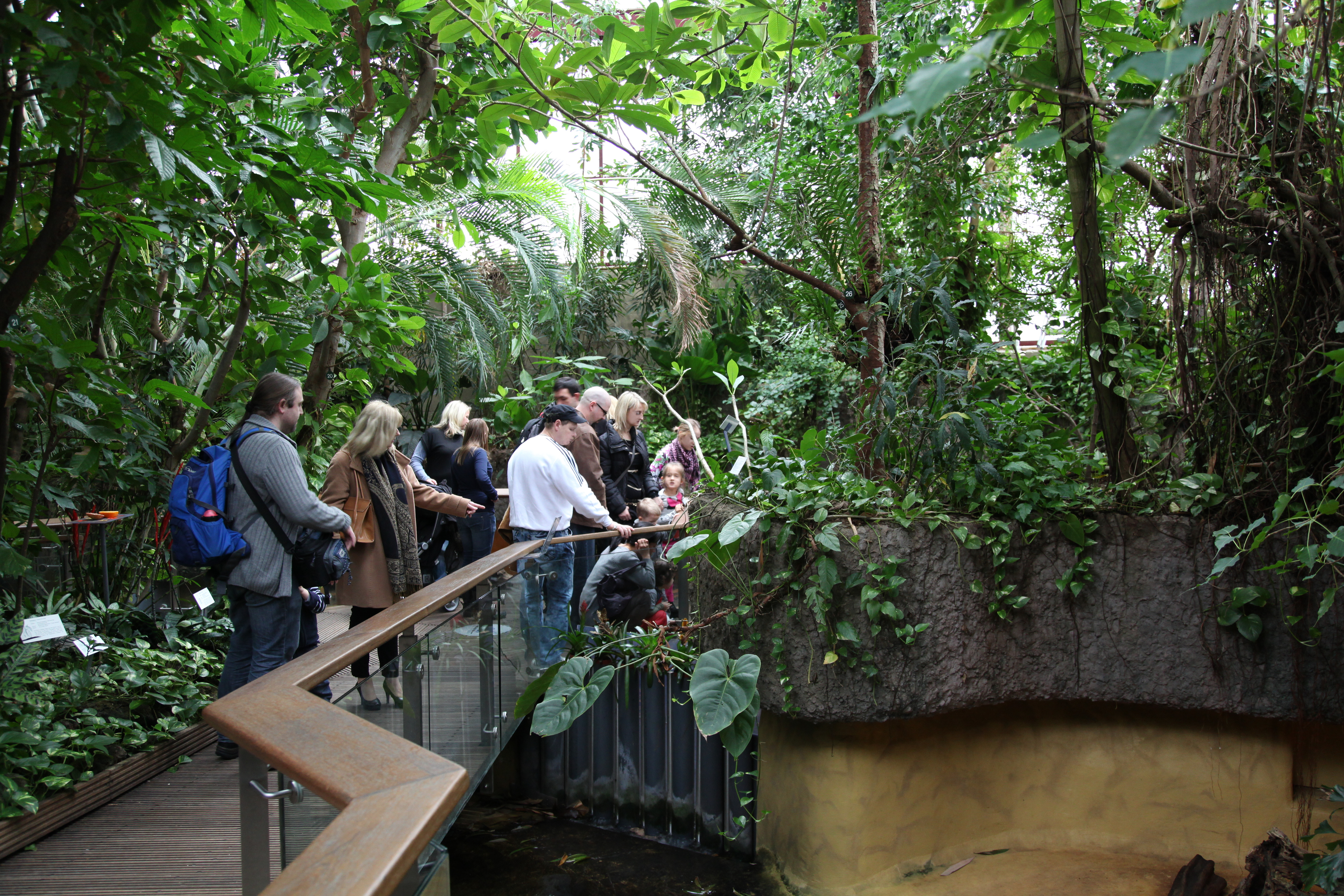
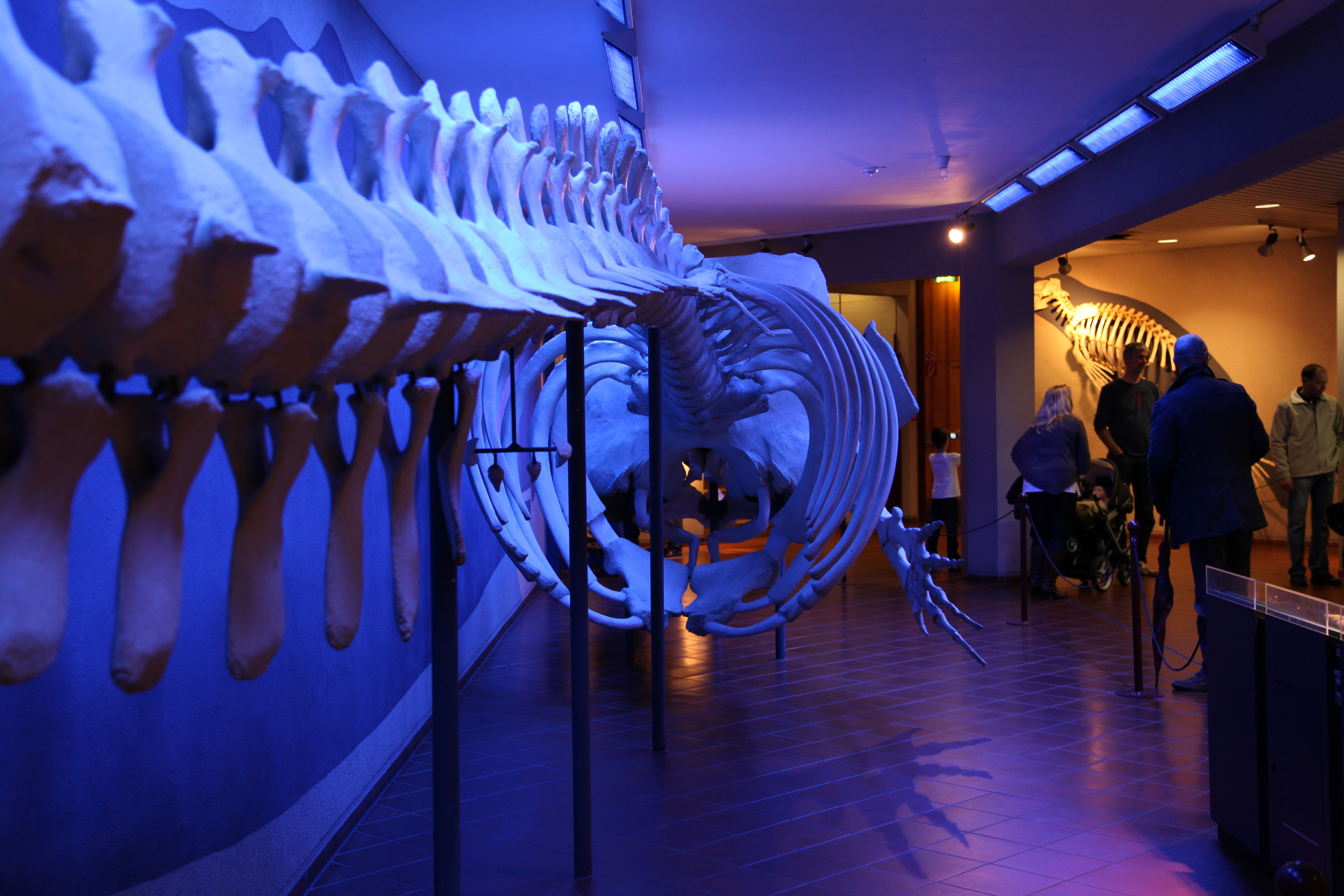
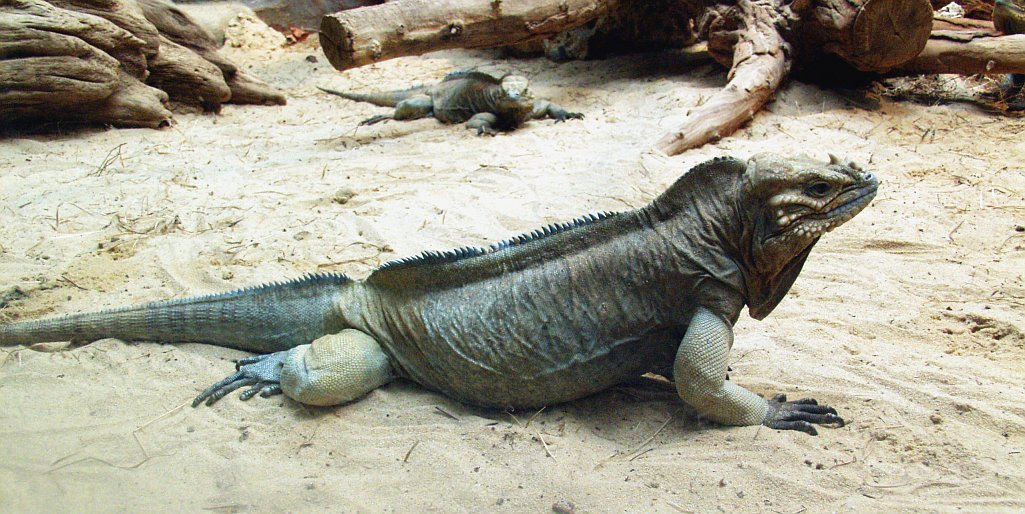

## Образовательное направление деятельности
Музей — самое посещаемое место внеклассного обучения в Дюссельдорфе и его окрестностях. В 2017 году, в год открытия после ремонта, более 17 000 человек, в том числе 10 000 школьников, воспользовались экологическим образованием, предлагаемым институтом на месте или во время школьных посещений. В 2018 году, в первый год после открытия, таковых было около 35 000 человек. Тропа эволюции, созданная в музее в 2020 году, представляет собой маршрут с 20 пояснительными панелями, начальная точка которого символизирует начало эволюции; конечная точка пути символически обозначает появление Homo sapiens.

## Природоохранная деятельность
Как и другие биологические учреждения, музей участвует в различных программах охраны природы и воспроизведения видов. Например, ведётся книга учёта и наблюдений за гребнепалыми. Кроме того, стоит упомянуть еще две программы: Проект, финансируемый Европейским союзом, по реинтродукции каспийско-черноморской сельди в Рейне, который координируется в Аквапарке. В нём также есть станция защиты и разведения земноводных, финансируемая городом Дюссельдорф, в которой заботятся о различных животных, находящихся под угрозой исчезновения, а в некоторых случаях уже успешно разводят. Свой опыт содержания и разведения редких амфибий сотрудники публикуют в собственных монографиях.

## Галерея 3

Фоссилии музея Лёбекке
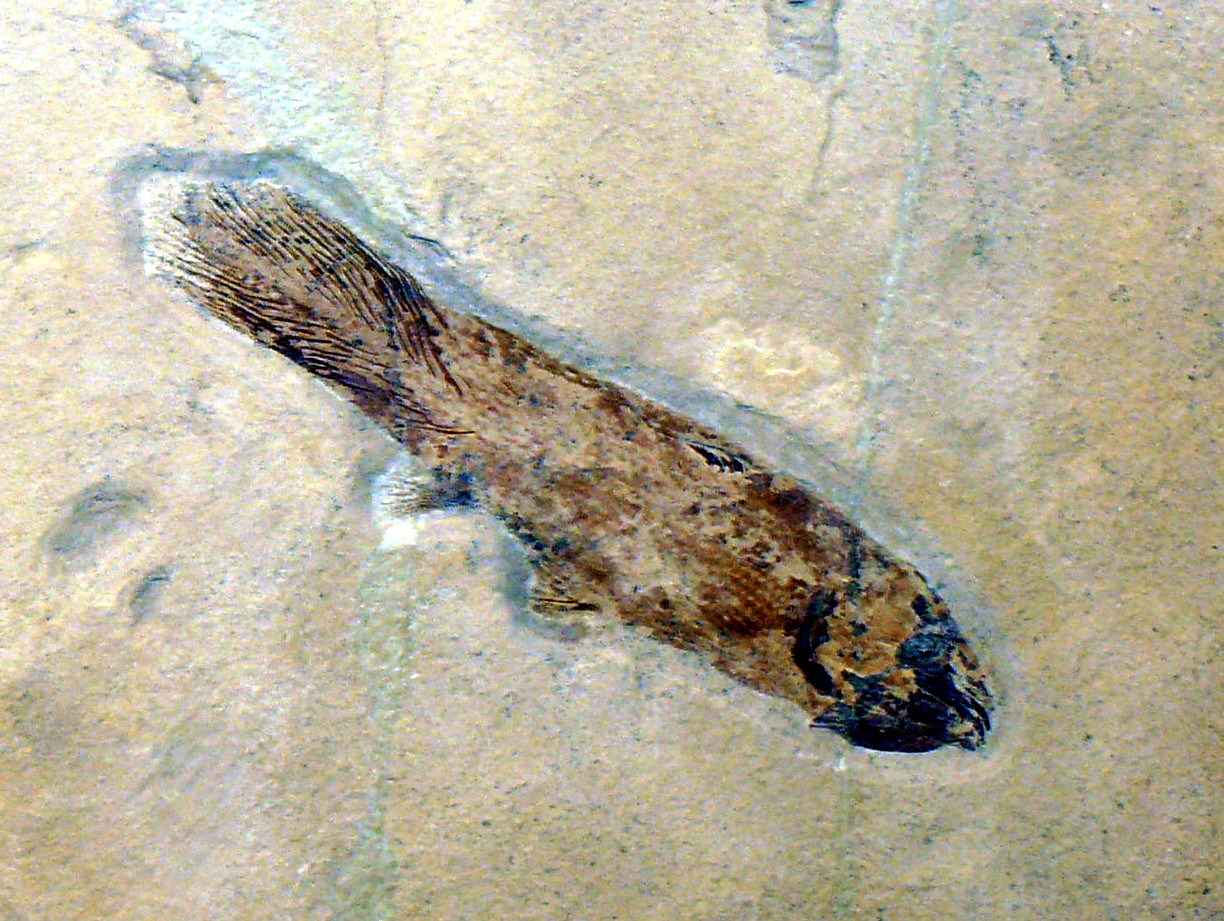
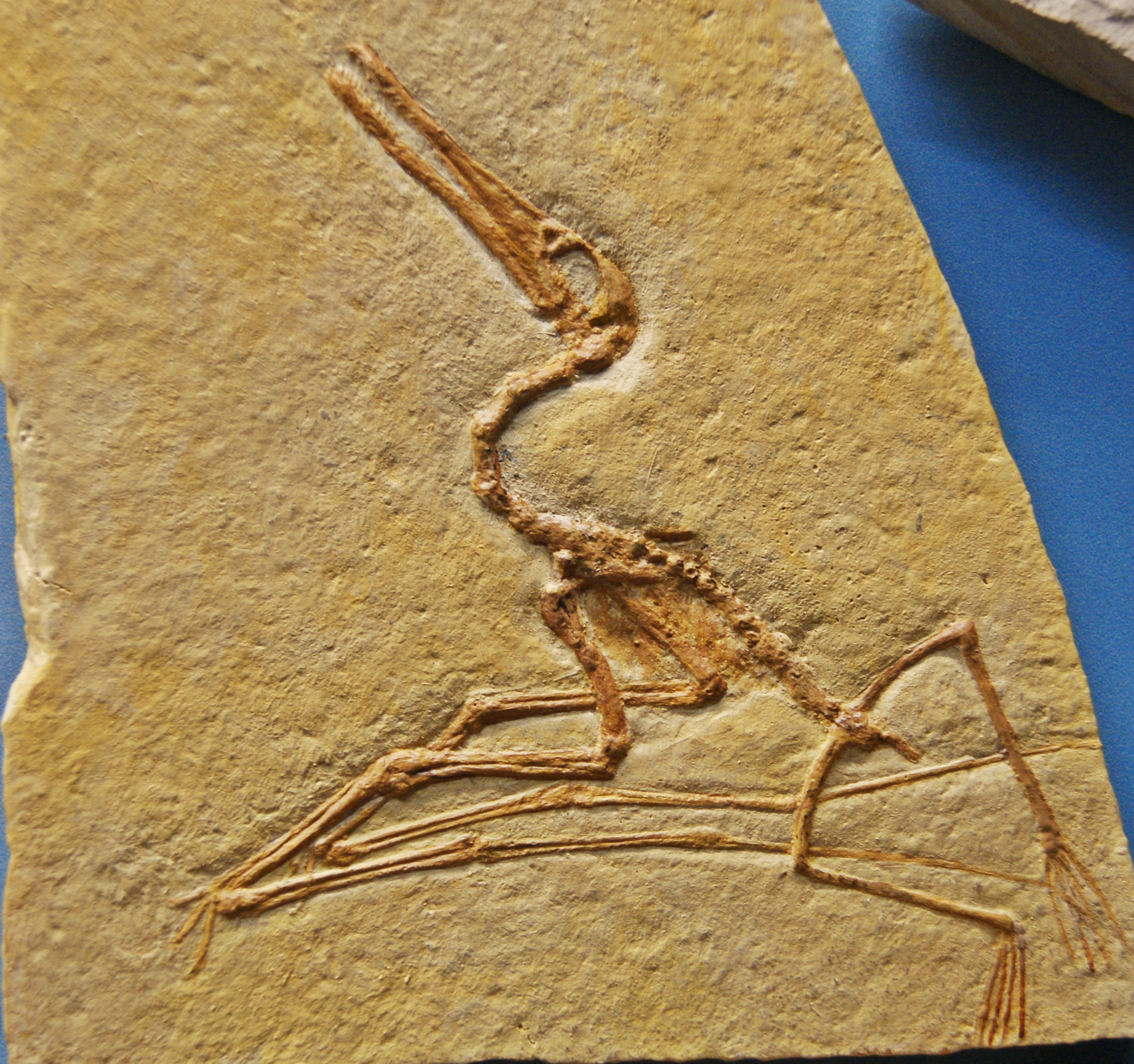
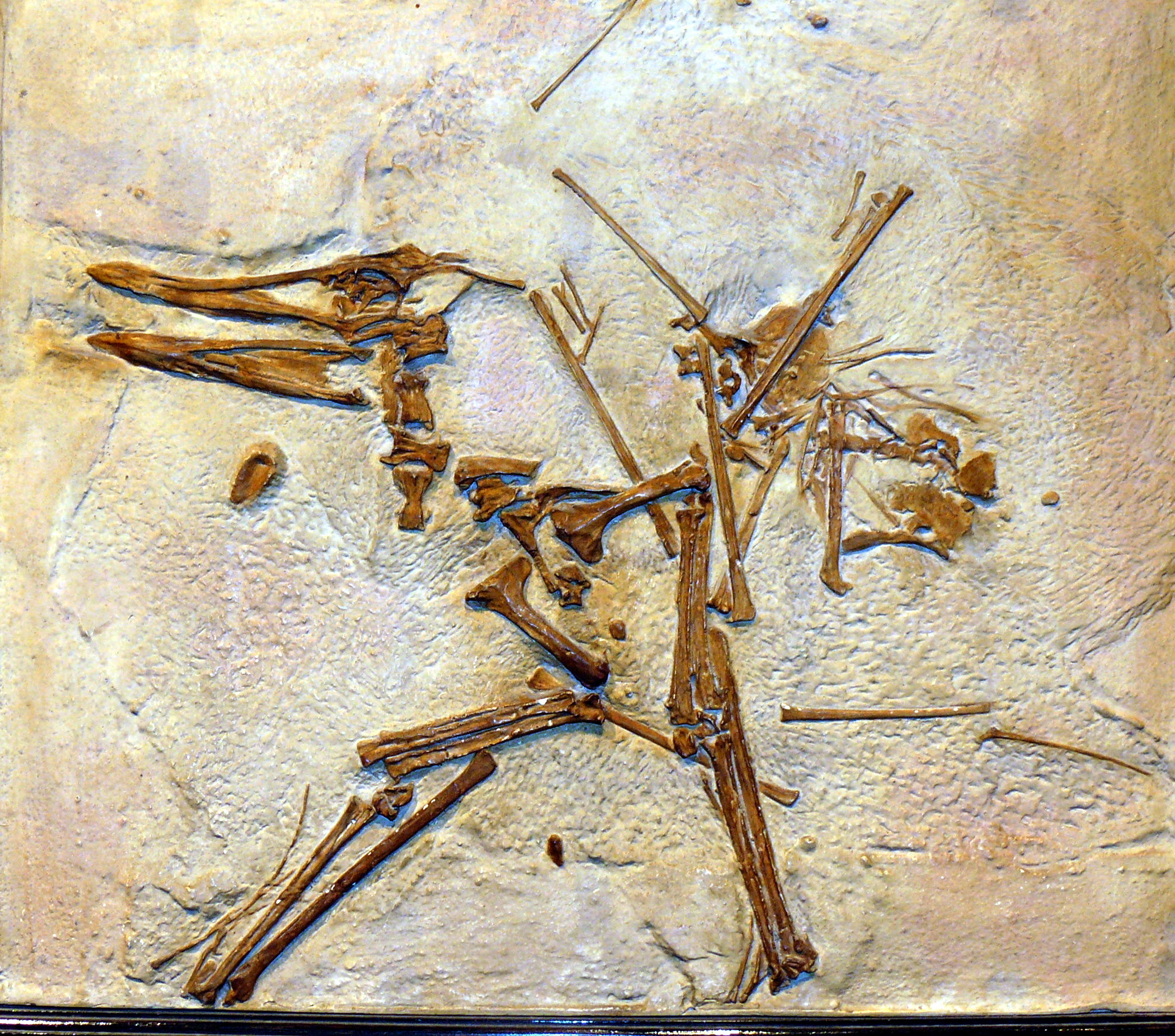
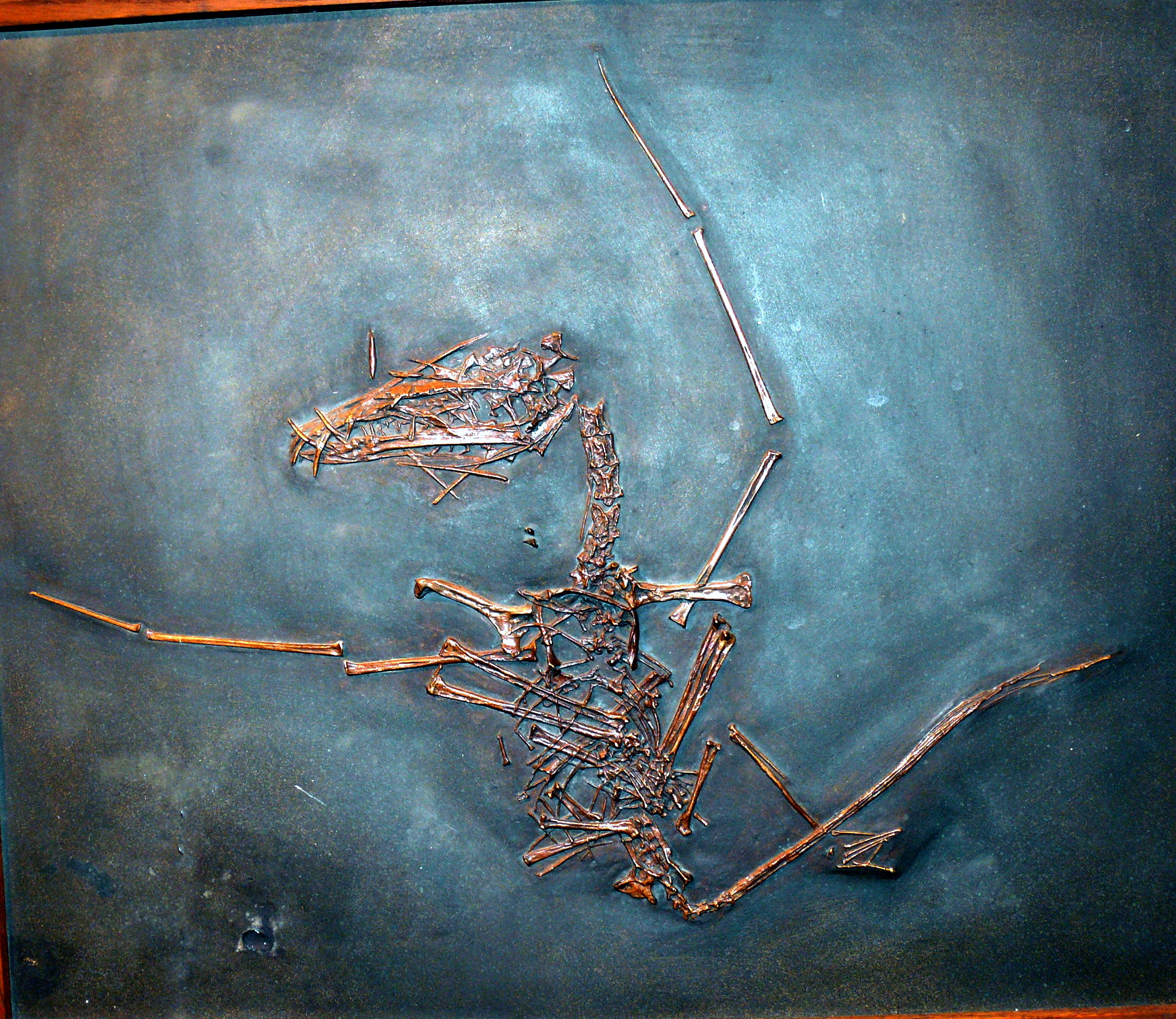
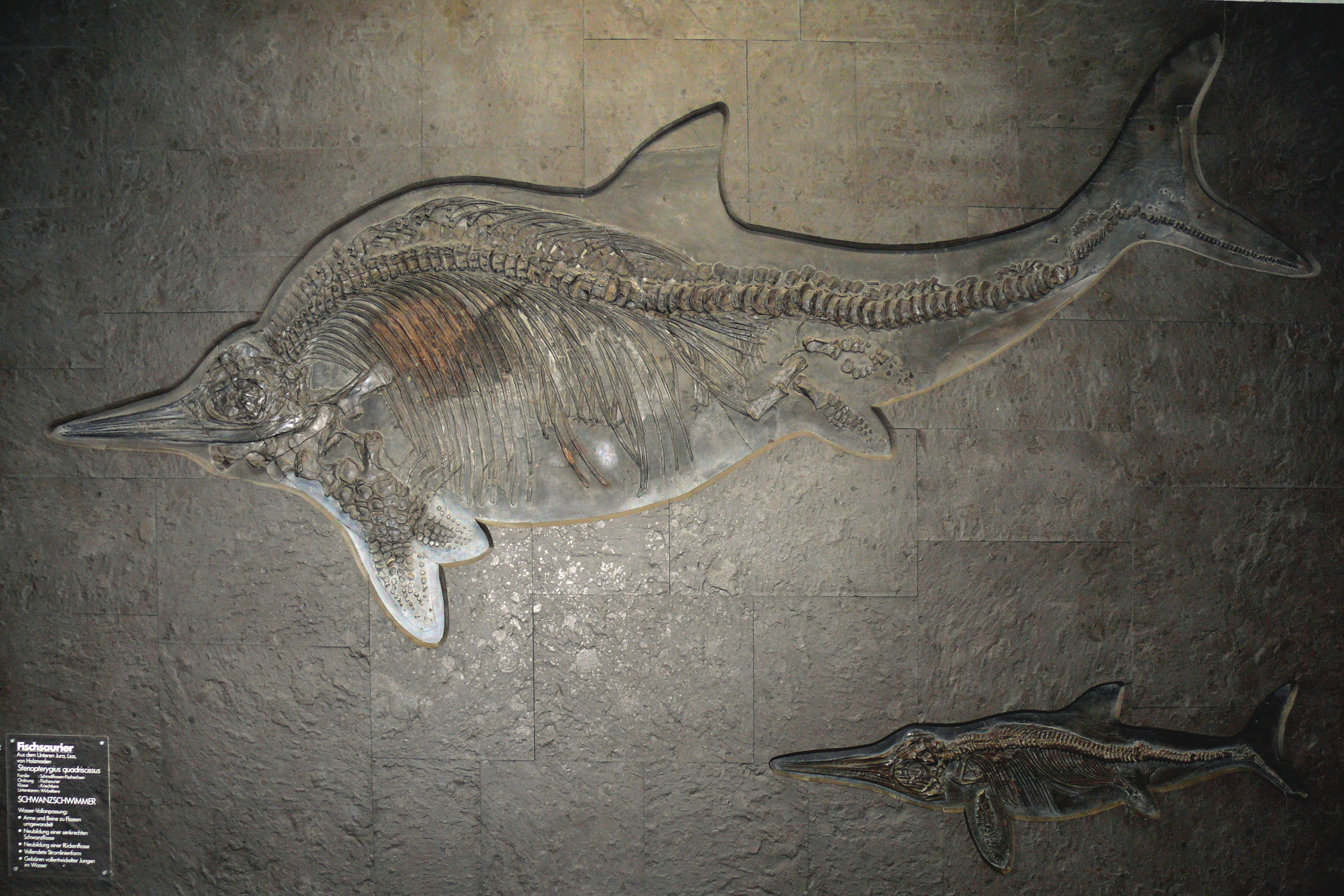
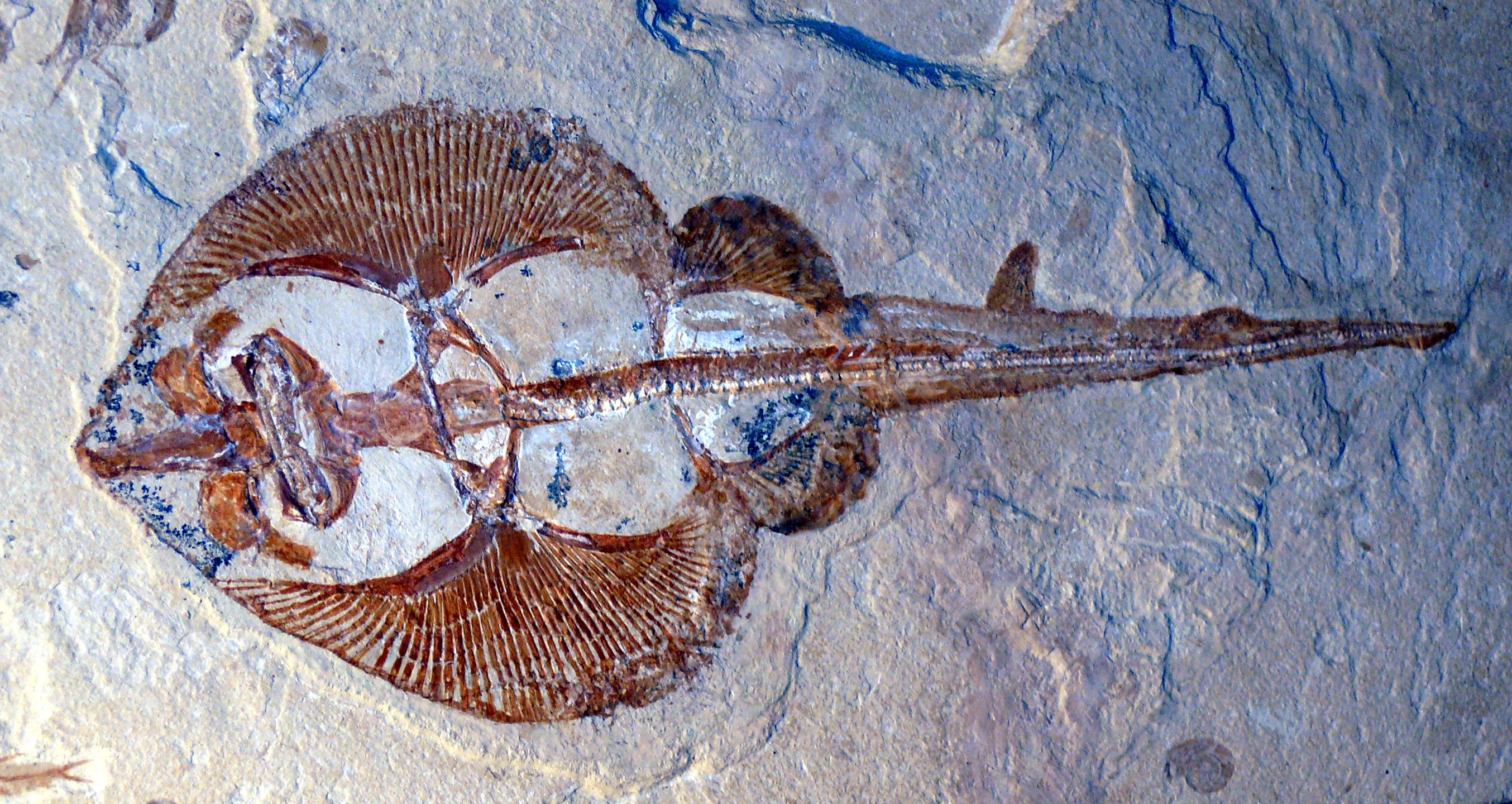

## Награды
9 февраля 2015 г. Музей Лёбекке-Аквапарк впервые получил награду ООН как проекта «Десятилетия биоразнообразия ООН» за свою станцию разведения и защиты амфибий. В знак признания проделанной работы музей получил эту награду во второй раз 15 марта 2017 г. и в третий раз 15 февраля 2019 г.
В 2011 году музей получил две награды от «Общества исторического дайвинга» за сохранение и предоставление доступа к исторически ценному наследию Ханса Хасса и Курта Шефера: Премию Nick Icorn Diving Heritage Award для людей и организаций, которые отличились благодаря «сохранению через образование» для общественного блага и Международную морскую премию.